# Parque provincial Del Medio-Los Caballos
El Parque provincial Del Medio-Los Caballos es un área protegida que abarca una superficie de 2050 ha. situada en el departamento San Javier, en la provincia de Santa Fe, Argentina, en torno aproximadamente a la posición 29°56′S 59°39′O / -29.933, -59.650.

## Características generales
El área protegida fue creada mediante el decreto provincial 899/1970, ratificada mediante el decreto 4269 del año 1976 e incluida en el Sistema Provincial de Áreas Naturales Protegidas mediante la ley n.º 12175 del año 2003, con la categoría de Parque Provincial.
El objetivo de creación fue proteger el ambiente natural isleño del sector medio del río Paraná, preservar su flora y fauna natural y crear un espacio de investigación y recreación.
Abarca la Isla del Medio y el Islote Los Caballos, -de los que toma su nombre- ubicados cerca del curso principal de río Paraná, frente a la localidad de Alejandra.        
No obstante el tiempo transcurrido desde su creación, el área protegida no posee plan de manejo ni está sujeta a controles, supervisión o administración de ningún tipo. Por esta razón, no hay registros acerca de sus condiciones ambientales, flora, fauna y otros aspectos vinculados a la preservación de sus recursos.
Paralelamente, esta falencia aumenta los riesgos derivados de la caza o pesca furtiva, los incendios, la contaminación y otras amenazas potenciales. En la práctica, el Parque provincial Del Medio-Los Caballos sería una de las llamadas "reservas de papel", dado que carece de protección real y sólo existe en los documentos oficiales.

## Flora y fauna

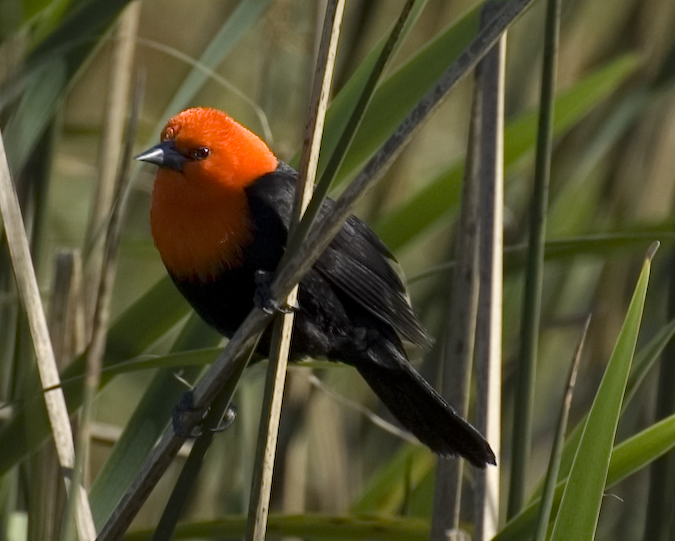
Ejemplar de "federal" (Amblyramphus holosericeus).

La reserva es una pequeña porción del gran complejo isleño del Paraná medio, un área de más de 300 000 ha. cuya riqueza natural, fundamentalmente ornitológica, no ha sido estudiada en profundidad.
Se encuentra aproximadamente hacia el centro de ese sistema isleño, en el cual se han registrado casi medio centenar de especies de aves.
Entre ellas, algunas de importancia desde el punto de vista de su conservación como el pato ganso (sarkidiornis melanotos), el batitú (bartramia longicauda), el capuchino canela (Sporophila hypoxantha), el capuchino garganta café (Sporophila ruficollis) y el federal (Amblyramphus holosericeus).
Existe información acerca de la presencia en la zona de ejemplares de tapicurú (Mesembrinibis cayennensis), anó grande (Crotophaga major), tico tico común (Syndactyla rufosuperciliata), corbatita overo (Sporophila lineola), corbatita blanco (Sporophila leucoptera) y "charlatán" (Dolichonyx oryzivorus).